# Нетик, Томаш
Томаш Нетик (чеш. Tomáš Netík; 28 апреля 1982, Прага) — чешский хоккеист, нападающий. Воспитанник пражской «Спарты».

## Карьера
Томаш Нетик начал свою профессиональную карьеру в 2000 году в составе клуба третьего чешского дивизиона «НЕД Нимбурк», выступая до этого за фарм-клуб родной пражской «Спарты». В своём дебютном сезоне Томаш провёл на площадке 6 матчей, получив серебряную медаль чешской Экстралиги. В том же году он был выбран в 1 раунде под общим 33 номером клубом «Медисин-Хат Тайгерз» на драфте Канадской хоккейной лиги, однако в Северную Америку Нетик так и не отправился и до 2004 года выступал как за свой пражский коллектив, так и за клубы низших чешских лиг, а также команду элитного дивизиона «Энергию» из Карловых Вар.
Начиная с сезона 2004/05 Томаш стал одним из основных нападающих «Спарты», в составе которой он трижды становился победителем чешского первенства. Всего в составе родного клуба Нетик провёл 360 матчей, в которых он набрал 208 (107+101) очков. Перед началом сезона 2010/11 Томаш принял решение покинуть Чехию и подписал контракт с московским ЦСКА. Однако в своём дебютном сезоне в Континентальной хоккейной лиге Нетик не сумел показать достойной игры, набрав лишь 8 (4+4) очков в 32 проведённых матчах, и 29 июня 2011 года руководство «армейцев» приняло решение расстаться с игроком.
Тем не менее, уже 4 июля Томаш заключил однолетнее соглашение с новичком КХЛ попрадским «Львом». В составе словацкого клуба Нетик сумел стать одним из лидеров, в 42 проведённых матчах отметившись 28 (17+11) набранными очками. Тем не менее, когда стало известно о том, что «Лев» не попадает в плей-офф, руководство словаков приняло решение отдать своего лучшего бомбардира в аренду до конца сезона в шведский «Векшё Лейкерс».
Начало сезона 2012/13 Нетик провёл в Чехии, играя за либерецкие «Били Тигржи». Но уже по ходу сезона он снова перебрался в КХЛ, на этот раз в нижнекамский «Нефтехимик». После нижнекамской команды он играл в КХЛ за братиславский «Слован».
В 2015 году Нетик вернулся в Экстралигу, где продолжил карьеру в пражской «Спарте». Сезон 2016/17 он провёл в составе «Оцеларжи Тршинец». Летом 2017 года подписал контракт с хорватским «Медвешчаком», который выступает в австрийской хоккейной лиге. Сезон 2018/19 начал в словацком «Кошице». В конце сезона перебрался в австрийский «Инсбрук». В сезоне 2019/20 недолго играл за финский клуб «Копла».

### Международная
В составе сборной Чехии Томаш Нетик принимал участие в юниорском чемпионате мира 2000 года, на котором чехи заняли 6 место, а сам Нетик набрал 2 (1+1) очка в 6 проведённых матчах. В составе взрослой сборной Томаш регулярно выступал на этапах Еврохоккейтура с 2004 по 2011 год. Всего на его счету 10 (6+4) очков в 30 матчах за сборную.

### Достижения

#### Командные
Чемпион Чехии 2002, 2006 и 2007.
 Серебряный призёр чемпионата Чехии 2016.
 Бронзовый призёр чемпионата Чехии 2009.
 Финалист Кубка европейских чемпионов 2008.

#### Личные
- Лучший нападающий, бомбардир и член символической сборной Кубка европейских чемпионов 2008.

## Статистика
| Легенда | Легенда                    | Легенда | Легенда                   | Легенда | Легенда    |
| ------- | -------------------------- | ------- | ------------------------- | ------- | ---------- |
| И       | Количество проведённых игр | Штр     | Штрафное время            | +/−     | Плюс-минус |
| Г       | Голы                       | П       | Голевые передачи          | О       | Очки       |
| -       | Статистика неизвестна      | —       | Статистика не учитывалась |         |            |

### Клубная карьера
- a В этом сезоне в «Плей-офф» учитывается статистика игрока в Кубке Надежды.

### Международная
| Турнир   | Место | Игр | Г | П | Очк | +/- | Штр |
| -------- | ----- | --- | - | - | --- | --- | --- |
| ЮЧМ-2000 | 6     | 6   | 1 | 1 | 2   | +3  | 0   |